# 特克西斯特佩克
特克西斯特佩克（西班牙語：Texistepeque），是薩爾瓦多的城鎮，位於該國西北部，由聖安娜省負責管轄，面積178.97平方公里，海拔高度398米，2007年人口17,923，人口密度每平方公里100.15人。
14°8′N 89°30′W / 14.133°N 89.500°W